# Általánosított inverz eloszlásfüggvény
Az általánosított inverz eloszlásfüggvény, más néven kvantilis transzformáció vagy kvantilisfüggvény egy speciális valós függvény a valószínűségszámításban. Minden eloszlásfüggvényhez rendelhető általánosított inverz eloszlásfüggvény, ami bizonyos feltételek esetén az eloszlásfüggvény inverze. Az általánosított inverz eloszlásfüggvény minden nulla és egy közötti számhoz hozzárendeli azt a számot, ahol az eloszlásfüggvény ezt a számot túllépi.
Például, ha adva van az európaiak cipőméretének valószínűségeloszlását leíró eloszlásfüggvény, akkor a megfelelő általánosított inverz eloszlásfüggvény a 0,9 helyen azt adja meg, hogy mekkora az a cipőméret, aminél az európaiak 90%-a legfeljebb ekkora cipőt visel.
Az általánosított inverz eloszlásfüggvényt használják a kvantilisek meghatározásához. Vele határozzák meg adott eloszlásfüggvényű valószínűségi változók eloszlását. Ennek alapötletét alkalmazzák arra, hogy egyenletes eloszlású véletlen számokból adott eloszlású véletlen számokat generáljanak.

## Definíció
Legyen 
{\displaystyle F\colon \mathbb {R} \to \mathbb {R} }
eloszlásfüggvény olyan értelemben, hogy monoton nő, balról folytonos, és léteznek az {\displaystyle \lim _{x\to -\infty }F(x)=0} és {\displaystyle \lim _{x\to \infty }F(x)=1} határértékek.
Ekkor F általánosított inverz eloszlásfüggvénye egy {\displaystyle F^{-1}\colon (0,1)\to \mathbb {R} } függvény, 
{\displaystyle F^{-1}(u):=\inf\{x\in \mathbb {R} \mid F(x)\geq u\}.}